# Mingjing Dang
Mingjing Dang (kinesiska: 明镜荡) är en sjö i Kina. Den ligger i provinsen Jiangsu, i den östra delen av landet, omkring 220 kilometer sydost om provinshuvudstaden Nanjing. Mingjing Dang ligger 1 meter över havet. Arean är 2,9 kvadratkilometer. Den ligger vid sjön Cheng Hu. Trakten runt Mingjing Dang består till största delen av jordbruksmark. Den sträcker sig 3,4 kilometer i nord-sydlig riktning, och 2,1 kilometer i öst-västlig riktning.
Genomsnittlig årsnederbörd är 1 661 millimeter. Den regnigaste månaden är juni, med i genomsnitt 221 mm nederbörd, och den torraste är december, med 59 mm nederbörd.